# أليكس بينيت (صحفي)
أليكس بينيت (بالإنجليزية: Alex Bennett)‏ هو صحفي أمريكي، ولد في 18 ديسمبر 1939 في سان فرانسيسكو في الولايات المتحدة.